# 喬克·桑佛瑞洛
巴里·“喬克”·桑佛瑞洛（1976年8月4日—2023年4月30日），苏格兰厨师、电视主持及餐馆老板，Orana基金会的创始人及《我要做厨神》澳洲版的裁判。

## 早年生活
桑佛瑞洛出生于苏格兰的格拉斯哥，并在艾尔郡长大，父亲来自意大利的明图尔诺，是一名理发师，母亲则是来自艾尔郡的达尔梅灵顿，也从事美发工作，除此之外，桑佛瑞洛还有一个姐姐，而他的母校则是艾尔郡的贝尔蒙特学院（Belmont Academy）。

## 职业生涯

### 成为主厨
桑佛瑞洛自12岁开始在餐馆兼职洗碗工，他的姐姐也在同一家餐馆当服务员。进入餐馆工作三周后，由于一名厨师不幸遭遇摩托车事故，桑佛瑞洛便开始进入厨房工作。18岁时，桑佛瑞洛离开了学校，前往特恩貝里高爾夫球場的酒店当学徒。根据桑佛瑞洛的说法，他在这段时期内沾染上了海洛因等毒品。1993年，桑佛瑞洛被评为苏格兰年度青年厨师。
学徒生涯结束后，桑佛瑞洛在切斯特的米其林一星级餐馆Arkle找到了一份工作，据桑佛瑞洛回忆，为了满足毒品开支，这段时期内的他走上了贩卖毒品的道路。后来桑佛瑞洛因在餐厅爆粗而遭到Arkle开除，其后桑佛瑞洛前往伦敦，并到了馬可·皮埃爾·懷特的餐馆里工作。在1994年前往澳大利亚之前，桑佛瑞洛还曾在Quaglino's餐馆和Chapter One餐馆一共工作过12个月。因为其旅居人士的身份，桑佛瑞洛在求职道路上屡屡受挫，直到后来被悉尼的41餐馆录用。桑佛瑞洛在进入41餐馆之初的职位仅为流水线厨师，不过在两个月后，桑佛瑞洛便被晋升为了副主厨。
澳洲签证到期后，桑佛瑞洛回到了伦敦，并到戈登·拉姆齊的茄子餐馆工作了三个月。据桑佛瑞洛所述，他此后又相继前往馬可·皮埃爾·懷特的橡树房（Oak Room）、Les Saveurs de Jean-Christophe Novelli餐馆和Pharmacy餐馆工作了一段时间，但怀特曾表示桑佛瑞洛去过橡树房的说法不实。22岁时，桑佛瑞洛在康沃尔郡的特里桑顿酒店首次当上了主厨。

### 澳大利亚事业
桑佛瑞洛于2000年移民到了澳大利亚，并在到达悉尼后快速戒掉了海洛因，此后再未沾染毒品，据他本人回忆，他于1999年在希思罗机场吸食了他人生中的最后一次海洛因。不久后，桑佛瑞洛成为了41餐馆的主厨，并开始使用澳洲本土食材制作菜肴。2002年，桑佛瑞洛因嫌弃学徒马丁·克拉默工作太慢，放火烧掉了他的裤子，造成克拉默手部烧伤。克拉默随后就此事提起诉讼，并在2007年得到了超过75,000美元的损失赔偿判决。2007年5月，由于克拉默向澳大利亚联邦巡回法院提交的赔偿呈请书获得通过，桑佛瑞洛被迫宣告破产，不过克拉默表示桑佛瑞洛从未给过他一分钱。
放火事件最终导致桑佛瑞洛遭到41餐馆开除，此后桑佛瑞洛曾短暂依靠售卖厨房用具和做咨询谋生，然后又到Austral工作了一段时间，直到最终搬到了阿德莱德。2011年，桑佛瑞洛被彭福酒莊旗下的一家餐馆任命为主厨，不过桑佛瑞洛在此工作了18个月后选择了离开。

### 餐馆
2013年11月，桑佛瑞洛在阿德莱德开设了Orana和Street ADL两家餐馆（Orana在一些原住民语言中表示“欢迎”），其中Street ADL后来在2017年9月被改组成Bistro Blackwood。2017年8月，Orana被《美食旅行家》（Gourmet Traveller）杂志评为澳大利亚2018年年度餐馆，同年桑佛瑞洛被《澳洲人報》评为2018年最热门厨师。2018年10月，Orana被《美食指南》 评为2019年年度餐馆，同时被《厨师帽奖》（Chef Hat Awards）评为2019年及2020年中3个帽子级别（最高级别）的餐馆。
2016年及2017年，桑佛瑞洛开设了一个名为Nonna Mallozzi的美食車，经营意大利菜。2018年12月，桑佛瑞洛创立了一家名为Mallozzi的酒吧，这家酒吧于2019年7月因亏损超过140,000美元而被迫关闭。2019年年末，Bistro Blackwood关闭，随后Orana于2020年3月开张。2020年10月5日，负责经营这些餐馆的公司带着相当于32万美元的未偿还债务进入自愿管理状态。根据管理人员在2020年10月向澳大利亞證券監察會提交的初步报告显示，这些公司还可能存在破产时交易、不公平优惠或董事会违章等行为。此外，Orana倒闭后，桑佛瑞洛被迫卖掉了他在阿德萊德山的房产。

### Orana基金会
2016年，桑佛瑞洛创立了Orana基金会，旨在保护澳洲土著所留下的烹饪技术和食材。2017年10月，Orana基金会被《美食指南》授予了“永久食物奖”（Food for Good Award）。该基金会负责的其中一个项目是与阿德莱德大学合作管理的一个包含1,443种原住民食用植物的数据库，该数据库于2020年9月上线，提供了这些植物的营养价值、味道和最佳烹饪方法的信息，但这个数据库也引发了基金会与阿德莱德大学和澳大利亚各大报纸之间的法律争端。
2020年8月，《澳洲人报》的一篇文章宣称桑佛瑞洛为了拿到巴斯克烹饪世界奖而假装资助一个原住民食材农场，对此，桑佛瑞洛向联邦法院提起了诽谤诉讼。该案由《澳洲人报》旗下出版社“全国新闻”（Nationwide News）出面解决，报社方面最终在2020年12月17日刊登道歉声明。

### 电视节目
2014年，桑佛瑞洛主持了探索频道（Discovery Channel）节目《大地厨男》（Nomad Chef），节目中他探访了10个国家的社区，学习如何收集食材和如何烹饪。2015年，桑佛瑞洛主持了烹饪真人秀《Restaurant Revolution》，次年，他又和青岛（阿德莱德的友好城市）厨师曲健明共同主持了《厨师交流》（Chef Exchange），这档节目共有两季，主要内容为两名主持人互相探讨对方的饮食文化和酒文化。
2019年10月，《我要做厨神》澳洲版片方宣布桑佛瑞洛和梅利莎·梁、安迪·艾倫将组成该节目的新裁判团。在此之前，桑佛瑞洛曾经以客座厨师嘉宾的身份参加过三季该档节目。
2020年7月，桑佛瑞洛又加入了澳洲版《做個小廚神》的裁判团。

### 其他事业
2019年到2019年间，桑佛瑞洛担任了澳洲美食节“Tasting Australia”的节目导演。
2024年7月，桑佛瑞洛开始以品牌名“Caim”售卖排愁串珠，珠子上有头骨装饰，最高价格为每个500美元。据桑佛瑞洛所述，他戴这种念珠的习惯来源于他的一个老朋友，其本人所佩戴的念珠为那名朋友和他的妻子的遗赠品。

### 回忆录
2021年7月28日，桑佛瑞洛通过西蒙與舒斯特出版了回忆录《Last Shot》。这部回忆录问世后，《悉尼先驱晨报》曾刊文质疑其中桑佛瑞洛到过“上百个原住民社区”的说法和他吸食毒品的故事可能不实，书中的“父亲式”人物馬可·皮埃爾·懷特也曾表示里面关于自己的所有事情几乎都是假的。对此，西蒙與舒斯特回应称这本书是一部“作者以个人对其所涉领域的了解写成的过往记录”，并表示必要时可能会对《悉尼先驱晨报》作出起诉。

## 个人生活
桑佛瑞洛与第一个妻子凯利（Kelly）于1996年在悉尼相识，两人于2002年结婚。
2017年7月，桑佛瑞洛与第三任妻子劳伦·弗里德（Lauren Fried）结婚。桑佛瑞洛和劳伦系于2014年10月在Twitter上相识，2018年2月，劳伦提前两个月早产生下了一个儿子，这个孩子生下来时仅1.2公斤重，并在新生儿重症监护室待了五个周后才得以出院，2020年10月，劳伦又生下了一个女儿。另外，桑佛瑞洛在前两段婚姻中还育有两个女儿。
在餐馆倒闭后，桑佛瑞洛带着家人在2020年3月左右搬到了墨尔本居住。另外，桑佛瑞洛在去世之前还带着家人定居过维多利亚州的卡尔顿区，在他去世前几周，他还带着家人搬到了意大利的罗马。
2023年4月30日，墨尔本警方在进行健康检查时发现桑佛瑞洛在扎加梅屋旅馆（Zagame's House）酒店去世，其具体死因没有立即披露，但警方表示周围环境并无可疑的他杀迹象。不过《每日邮报》澳洲版后来披露称桑佛瑞洛自2021年起就患上了肠癌，平时在拍摄《我要做厨神》的空余时间里均需要接受治疗。
桑佛瑞洛去世后，他先前参与拍摄的《我要做厨神》第十五季被从原计划的5月1日推迟到了5月7日播出，其间的空缺由《The Sunday Project》的一段追忆桑佛瑞洛生平的特殊节目填补。

## 荣誉
- 1993年苏格兰年度青年厨师[9]
- 2014年南澳大利亚最佳新餐馆及年度餐馆–广告人报食物奖[57]
- 2015年南澳大利亚州年度餐馆—广告人报食物奖[58]
- 2015年年度厨师–餐馆与饮食服务奖（Restaurant & Catering Awards）[59]
- 2015年及2016年澳大利亚50家最热餐厅–《澳洲人报》[60][61]
- 2017年最热厨师及南澳大利亚州最热餐馆–《澳洲人报》[62]
- 2017年永久食物奖–《美食指南》[63]
- 2018年澳大利亚年度餐馆–《美食旅行家》杂志[64]
- 2018年澳大利亚最热厨师–《澳洲人报》[65]
- 2018年永久食物奖–《美食指南》[66]
- 2018年巴斯克烹饪世界奖–巴斯克烹饪中心（英语：Basque Culinary Center）[67]
- 2019年澳大利亚年度餐馆–《美食指南》[17]

## 影视作品
| 年份          | 名称                      | 角色         | 备注                                          |
| ------------- | ------------------------- | ------------ | --------------------------------------------- |
| 2014          | 《我要做厨神》澳洲版      | 客座厨师嘉宾 | 第6季                                         |
| 2014          | 《大地厨男》              | 主持         | 于10个国家拍摄，并在220个国家播出             |
| 2015年        | 《Restaurant Revolution》 | 主持         | 在澳大利亚七號電視網播出                      |
| 2016年–2018年 | 《厨师交流》              | 主持         | 共两季，在中国青岛电视台和南澳大利亚州播出    |
| 2018年        | 《我要做厨神》澳洲版      | 客座厨师嘉宾 | 第10季                                        |
| 2019年        | 《我要做厨神》澳洲版      | 客座厨师嘉宾 | 第11季                                        |
| 2020年–2023年 | 《我要做厨神》澳洲版      | 裁判         | 第12–15季，其中第15季为桑佛瑞洛去世后方才播出 |
| 2020年        | 《做个小厨神》澳洲版      | 裁判         | 第3季                                         |